# Seán O’Casey Bridge
Die Seán O’Casey Bridge (irisch: Droichead Sheáin Uí Chathasaigh) ist eine Fußgängerbrücke über den Fluss Liffey in der irischen Hauptstadt Dublin. Die Brücke verbindet das nördliche und das südliche Hafenviertel (Docklands) und ist nach Seán O’Casey benannt.
Die Brücke hat eine Länge von rund 100 Metern. Die zwei Brückenhälften ruhen, drehbar gelagert, auf je einem Pfeiler, wodurch beide Hälften um 90 Grad geschwenkt werden können, um Schiffen und Booten die Durchfahrt zu ermöglichen. Die Brückenpfeiler sind dabei jeweils auf vier, über 12 Meter langen Bohrpfählen gegründet.
Der Entwurf der Brücke wurde im Jahr 2002 von der Dublin Docklands Development Authority im Rahmen eines Wettbewerbs gesucht. Gewinner war der Architekt Cyril O’Neill, der sich gegen 79 Konkurrenten durchsetzte.
Im Jahr 2006 erhielt der Entwurf die Auszeichnung „Beste Fußgängerbrücke“ im Rahmen der International IStructE Awards.
Um 2010 wurde die Fernbedienung für die Drehbrücke verlegt, und die Brücke konnte erst wieder geöffnet werden, nachdem 2014 eine neue Fernbedienung programmiert worden war.